# John Lupton
John Lupton (ur. 23 sierpnia 1928 w Highland Park, w Illinois, zm. 3 listopada 1993 w Los Angeles) – amerykański aktor filmowy i telewizyjny. Posiada swoją gwiazdę na Hollywoodzkiej Alei Gwiazd.

## Filmografia
Filmy
- 1949: Na przepustce (On the Town)
- 1965: Opowieść wszech czasów (The Greatest Story Ever Told) jako mówca miasta Kafarnaum
- 1974: Port lotniczy 1975 jako Oringer
- 1976: Bitwa o Midway (Midway) jako oficer testujący wyzwalanie bomby elektrycznej
- 1988: Rzeka Czerwona (Red River, TV) jako Paul Anderson

Seriale
- 1960: Gunsmoke jako Ben
- 1962: Alfred Hitchcock przedstawia jako Ralph Morrow
- 1964: Gunsmoke jako Carl
- 1965–1966: Never Too Young jako Frank
- 1970: Ironside (A Man Called Ironside) jako dr Freeman
- 1971: Ironside (A Man Called Ironside) jako Eddie Rogers
- 1971: Hawaii Five-O jako Fred Whiting
- 1974: Ironside (A Man Called Ironside) jako Eliot Harris
- 1975: Kung Fu jako McCord
- 1977–1980: Dni naszego życia (Days of Our Lives) jako dr Tom „Tommy” Horton Jr.
- 1980: Aniołki Charliego jako szeryf Hunt
- 1980: Żar młodości (The Young and The Restless) jako Everett Thornton